# Кравченко Микола Антонович
Кравченко Микола Антонович (18 грудня (31 грудня) 1909, Ростов-на-Дону — 4 травня 1986, Київ) — радянський вчений у галузі зоотехнії, селекціонер, доктор сільськогосподарських наук (з 1946), професор (з 1946), заслужений діяч науки УРСР (з 1980). Автор низки підручників, наукових праць з племінної справи і розведення сільськогосподарських тварин.

## Біографія
Народився 18 (31) грудня 1909 року у місті Ростов-на-Дону. У 1931 році закінчив Кубанський сільськогосподарський інститут у місті Краснодарі. Працював зоотехніком у Башкортостані; у 1936—1938 роках — доцент Білоруської сільськогосподарської академії у місті Горки, у 1938—1940 роках — доцент Дніпропетровського сільськогосподарського інституту. З 1940 по 1986 роки (з перервами) обіймав посаду завідувача кафедри розведення сільськогосподарських тварин Української сільськогосподарської академії.
Під час 2-ї світової війни працював зоотехніком у Воронезькій і Тамбовській областях РРФСР, а також був завідувачем кафедри розведення та годівлі сільськогосподарських тварин Новосибірського і кафедри тваринництва Свердловського сільськогосподарських інститутів.
У 1948—1953 роках працював завідувачем кафедри дарвінізму Київського університету, у 1957—1958 роках — деканом зоотехнічного факультету Української сільськогосподарської академії.

## Наукова діяльність
Розробляв генеалогічні методи розведення тварин; використання інбридингу, його суть і класифікацію; розведення за лініями, племінної роботи з родинами; вдосконалення методики відтворного схрещування. Був одним із ініціаторів створення української м'ясної породи великої рогатої худоби, а також її чернігівського і придніпровського типів. Удосконалював симентальську худобу.

## Твори
- Племенной подбор при разведении по линиям. Москва, 1954; 1957 (рос.),
- Разведение сельскохозяйственных животных. Москва, 1963; 1973 (рос.),
- Породы мясного скота: Учеб. пособ. К., 1979 (рос.),
- Племенное дело в животноводстве: Учеб. пособ. Москва, 1987(рос.).